# Franz Held (Sportwissenschaftler)
Franz Held (* 6. Mai 1948 in Passau) ist ein deutscher ehemaliger Ruderer und jetziger Sportwissenschaftler.

## Berufliche Karriere
Er studierte Anfang der 1970er  Jahre Sport und Wirtschaftswissenschaften an der Ludwig-Maximilians-Universität München für das Lehramt. Nach dem Referendariat 1975–1977 war Held seit 1977 als Lehrkraft für besondere Aufgaben an der Technischen Universität München tätig. 1993 wurde er an der Deutschen Sporthochschule Köln zum Doktor der Sportwissenschaften promoviert; das Thema seiner Dissertation lautete Untersuchungen auf dem isokinetischen Ruderergometer zur Bestimmung leistungsdiagonstischer bedeutsamer Messparameter.
Seit 1994 war er als akademischer Direktor an der Technischen Universität München tätig, unter anderem als Leiter der Sportlehrerausbildung, als Beauftragter des Präsidenten für die Studienangelegenheiten des Sports sowie von 1999 bis 2005 als Studiendekan.
Franz Held war in seiner Münchner Zeit in vielen Gremien aktiv. So als Mitglied in der Gründungskommission der Fakultät für Sportwissenschaft als Studiendekan oder als Mitglied der Kommission für Ausbildung im Deutschen Skilehrerverband.
Der ehemalige aktive Leistungsruderer ist seit dem Wintersemester 2006/2007 an der Universität Passau tätig; am 23. Oktober 2006 bestellte ihn die Universitätsleitung zum Leiter des Sportzentrums.

## Sportliche Karriere
Held ruderte für den Passauer RV, mit dem Passauer Achter belegte er 1967 und 1969 den zweiten Platz bei den Deutschen Meisterschaften, 1968 erreichte das Boot den dritten Rang. 1968 war er außerdem zusammen mit Günther Karl Zweiter im Zweier ohne Steuermann. Dieser Zweier startete auch bei den Olympischen Spielen 1968 und belegte dort den zwölften Platz. 1969 gewann Franz Held als Mitglied des Deutschen Achters Bronze bei den Europameisterschaften. Nach einem vierten Platz mit dem Achter bei den Ruder-Weltmeisterschaften 1970 wechselte Held in den Vierer ohne Steuermann. Bei den Europameisterschaften 1971 gewann er zusammen mit Wolfgang Plottke, Peter Funnekötter und Joachim Ehrig die Bronzemedaille. Ebenfalls die Bronzemedaille gewannen diese vier Ruderer bei den Olympischen Spielen 1972 in München.